# Никитченко, Иона Тимофеевич
Иона (Ион) Тимофеевич Никитченко (28 июня 1895, Тузлуков — 22 апреля 1967, Москва) — советский юрист, генерал-майор юстиции (1943), член Международного военного трибунала в Нюрнберге от СССР, судья Верховного Суда СССР и участник политических репрессий.

## Биография
Родился на хуторе Тузлуков Багаевского района Ростовской области в крестьянской семье.
В 1908 году окончил сельскую школу на хуторе Тузлуков, затем Новочеркасское высшее начальное училище и Новочеркасское землемерное училище Министерства юстиции. Работал регистратором, крестьянином, чертежником, заведующим горным отделом Новочеркасского окрисполкома. Учился, но не окончил Донской политехнический институт.
С 1916 года — член РСДРП(б). С ноября 1917 года по февраль 1918 года — исполнял обязанности начальника участковой дружины Красной гвардии города Новочеркасска. В марте-мае 1918 года — боец 1-го Донского Революционного Титовского полка. Участвовал в боях под Новочеркасском. С мая по декабрь 1918 года комиссар центрального жилищного отдела Совета городских комиссаров (Саратов). С декабря 1918 по февраль 1920 года — заведующий подотделом информации и связи политотдела 4-й армии и Южной группы войск (Самара). Участвовал в боях в марте 1919 года под Уральском. В феврале-марте 1920 года — политработник политуправления Туркестанского фронта.
До мая 1920 года — секретарь Уполномоченного Реввоенсовета Туркфронта в Семиречьи Д. А. Фурманова. Участвовал в подавлении Верненского восстания.

Иона может часами почти недвижимо оставаться на месте и думать, обдумывать или спокойно и тихо говорить, спокойно и многоуспешно, отлично делать какое-нибудь дело… Глядишь на него, и представляется: попадает он в плен какому-нибудь белому офицерскому батальону, станут, сукины сыны, его четвертовать, станут шкуру сдирать, а он посмотрит кротко и молвит:

— Осторожней… Тише… Можно и без драки шкуру снять…— Д. А. Фурманов. Мятеж. — М.: Правда, 1985. — 632 с. — 500 000 экз.
С мая 1920 года — заместитель председателя Военного трибунала Семиреченской группы войск.
С июля 1920 года — председатель отдела Военного трибунала Туркфронта в Джаркенте. С сентября 1920 года — председатель Военного трибунала Семиреченской группы войск, член коллегии военного трибунала Туркестанского фронта, заместитель председателя военного трибунала Ферганской группы войск. С марта 1922 года — член коллегии Военного трибунала Туркестанского фронта, а с марта 1923 года — председатель этого же трибунала.
В 1924 году переведён в Москву и назначен на должность члена коллегии Военного трибунала Московского военного округа. В 1924—1926 гг. член контрольной комиссии РКИ Фрунзенского района г. Москва. С 1 января 1926 года по 19 июня 1935 года — председатель Военного трибунала Московского военного округа. В 1926—1935 гг. член окружной партийной комиссии Московского военного округа.
В 1928 году окончил 1-й Московский государственный университет. До августа 1938 года исполнял обязанности заместителя председателя Военной коллегии Верховного Суда СССР. С сентября 1938 года — заместитель председателя Верховного Суда СССР.

### Большой террор
Будучи заместителем Председателя Военной коллегии Верховного Суда СССР В. В. Ульриха, И. Т. Никитченко принимал активное участие в политических процессах над «врагами народа» в конце 1930-х гг.
В частности, он входил (в качестве председательствующего или члена) в состав судебных коллегий, вынесших приговоры:
- по делу «Объединенного троцкистско-зиновьевского центра» (подсудимые Г. Е. Зиновьев, Л. Б. Каменев-Розенфельд, Г. Е. Евдокимов, И. П. Бакаев и т. д., всего 16 человек) — все приговорены к расстрелу, приговор вынесен 24 августа 1936 года, впоследствии все подсудимые реабилитированы[1][2];

- по обвинению в шпионаже в пользу Японии востоковеда, академика АН СССР А. Н. Самойловича — приговорён к расстрелу, приговор вынесен 13 февраля 1938 года, впоследствии реабилитирован[3];

- по обвинению во вредительстве и шпионаже Я. Э. Рудзутака — приговорён к расстрелу, приговор вынесен 28 июля 1938 года, впоследствии реабилитирован[4];

- по обвинению в участии в антисоветском заговоре П. Е. Дыбенко — приговорён к расстрелу, приговор вынесен 29 июля 1938 года, впоследствии реабилитирован[5];

- по делу об объявлении (заочном) Ф. Ф. Раскольникова «вне закона» — приговор вынесен 17 июля 1939 года[6];

- по обвинению в шпионаже и заговоре в пользу Великобритании английской подданной Роуз Коэн, журналистки, заведующей иностранным отделом газеты Moscow Daily News. Приговор вынесен 28 ноября 1937 года, впоследствии реабилитирована;
- и по другим делам.

Комиссия ЦК КПСС по установлению причин массовых репрессий против членов и кандидатов в члены ЦК ВКП(б), избранных на XVII Съезде партии, в своём докладе Президиуму ЦК КПСС от 9 февраля 1956 года о деятельности И. Т. Никитченко в рассматриваемый период отмечала следующее:
Установлены факты, когда Военная Коллегия Верховного Суда СССР дошла до вынесения приговоров по телеграфу.
Бывший член Военной Коллегии Верховного Суда СССР Никитченко (ныне генерал-майор в отставке), возглавляя выездную сессию на Дальнем Востоке, не видя дел и обвиняемых, вынес по телеграфу 102 приговора.
Тот же Никитченко, находясь на Дальнем Востоке, не только не вскрывал проводившуюся там органами НКВД массовую фальсификацию дел, но, наоборот, всячески потворствовал этой фальсификации и способствовал её внедрению в работу аппарата НКВД.

В Управлении НКВД по Дальневосточному краю существовала продуманная система «подготовки» арестованных к заседаниям Военной Коллегии, о чем было известно Никитченко, поощрявшему эту преступную практику.
 —
Никитченко выезжал в регионы (Ленинград, Дальний Восток) где председательствовал на процессах по обвинению региональных руководителей в контрреволюционной деятельности. Дела рассматривал по принципу «конвейера». 8 августа 1940 года партколлегия КПК при ЦК ВКП(б) наложила на него взыскание — строгий выговор — за систематические процессуальные нарушения при рассмотрении уголовных дел на Дальнем Востоке.
Никитченко участвовал в чистках органов военной юстиции в годы Большого террора. Избирался депутатом Верховного Совета РСФСР.
В Верховном Совете РСФСР работал председателем комиссии законодательных предположений. Участвовал в разработке проекта Уголовного Кодекса СССР (1939).
В августе 1941 года командирован Народным комиссариатом юстиции СССР и Военной коллегии Верховного Суда СССР на Северо-Западный фронт — уполномоченным по организации военных трибуналов. С 18 августа 1942 года по 18 июня 1949 работал председателем Военной железнодорожной коллегии Верховного Суда СССР.

### Лондонская конференция
25 июня 1945 года командирован Правительством СССР в Лондон для участия в переговорах с представителями США, Великобритании и Франции для заключения соглашения о суде над главными немецкими военными преступниками.
И. Т. Никитченко и А. Н. Трайнин представляли СССР на Лондонской конференции основных стран-союзников (СССР, Великобритании, США) и Франции, проходившей с 26 июня по 8 августа 1945 года. Данная конференция была созвана в целях учреждения Международного трибунала над военными преступниками и определения принципов его работы.
На Лондонской конференции И. Т. Никитченко выступал за выработку такой процедуры для Международного трибунала, которая совмещала бы в себе черты континентального и англо-саксонского права и облегчала бы работу суда. В силу этого, позиция советской делегации часто сближалась с позицией Франции (также относящейся к семье континентального права) и нередко расходилась с позициями США и Англии, стремившихся к организации трибунала по преимуществу на принципах, свойственных англо-саксонской правовой семье.
В итоге, по значительному числу организационных и процессуальных вопросов были найдены компромиссные решения. В частности, были приняты следующие предложения Советской делегации:
- установлен принцип очерёдности в назначении председателя трибунала (вместо предлагаемого ранее принципа жеребьёвки);
- местом постоянного нахождения трибунала определён Берлин, а местом проведения процесса — Нюрнберг (данное решение — следствие компромисса между делегациями СССР и США, первая из которых предлагала провести процесс в Берлине, а вторая — в Нюрнберге);
- подсудимым предоставлено право последнего слова;
- определено, что обвинительные заключения должны быть подробными (в англо-саксонской системе обвинительный акт представляет только формулу обвинения);
- установлено освобождение от необходимости доказывания общеизвестных фактов, а официальные акты стран-союзниц решено принимать без доказательств;
- трибунал получил право отклонять доказательства или показания свидетелей, если он найдёт их не относящимися к делу;
- решено было отказаться от стадии предварительного слушания дела, свойственной англо-саксонскому процессу;
- трибунал получил право допрашивать подсудимых (сначала эта формулировка не находила поддержки у делегаций США и Великобритании, поскольку англо-саксонская система допускает допрос обвиняемого судом только как свидетеля и только при предъявлении доказательств защиты).

### Нюрнбергский процесс
Назначен членом Международного Военного трибунала от СССР и до октября 1946 года участвовал в Нюрнбергском процессе.
Был сторонником быстрого проведения суда над нацистскими преступниками без особо тщательного соблюдения процессуальных формальностей. По некоторым данным, он говорил: «Весь смысл Нюрнбергского процесса состоит в том, чтобы обеспечить быстрое и справедливое наказание за преступления».
Под председательством И. Т. Никитченко открылось первое (распорядительное) заседание Международного трибунала 18 октября 1945 года в Берлине.
При выработке проекта приговора Трибунала по предложению И. Т. Никитченко в нём был расширен раздел о расистских теориях нацистов, об агрессивных идеях «Майн кампф», о планах захвата Европы и особенно её восточной части.
После провозглашения приговора И. Т. Никитченко выразил своё особое мнение, не согласившись с оправданием фон Папена, Фриче и Шахта, чрезвычайно мягким, по мнению советской стороны, наказанием для Гесса, приговорённого к пожизненному лишению свободы (Никитченко потребовал для Гесса смертную казнь), а также отказом Трибунала от признания преступными организациями правительственного кабинета, генерального штаба и высшего командования германских Вооружённых сил.

### Поздний период
В марте 1946 года был вторично избран в состав Верховного Суда СССР, по июль 1949 года работал заместителем председателя этого органа. С августа 1949 года по сентябрь 1951 года начальник управления линейных судов водного транспорта Министерства Юстиции СССР.
Позже отошел от активной деятельности, с сентября 1951 года на пенсии.
Скончался в 1967 году, похоронен на Введенском кладбище (28 участок).

## Воинские звания
- диввоенюрист (17 января 1936 года)
- генерал-майор юстиции (11 марта 1943 года)

## Награды
- Орден Ленина (дважды) (20.08.1937 — за успешную работу по укреплению революционной законности и охране интересов государства, …)
- Орден Красного Знамени
- Орден Красной Звезды
- Орден Отечественной войны I степени
- Медали

## Семья
Сын — Юрий Ионович Никитченко (1923—1957). В сентябре 1948 года застрелил офицера, начальника военного патруля. Был арестован и обвинён в проведении политического террора. Благодаря связям отца был признан психически невменяемым. Содержался в Казанской тюремно-психиатрической больнице.

## Память
Портреты И. Т. Никитченко и Р. А. Руденко изображены на полях почтового блока «70 лет Международному военному трибуналу в Нюрнберге», выпущенного Почтой России в 2016 году (номинал 70 руб., тираж 70 тыс., художник-дизайнер А. Московец).